# 高見恭子 Smile Cafe
高見恭子 Smile Cafe(たかみきょうこ スマイルカフェ)は2012年10月1日からニッポン放送を放送されているミニ番組。高田文夫のラジオビバリー昼ズ内で放送。
スポンサーはネスレ日本の一社

## パーソナリティ
- 高見恭子

## 放送時間
毎週月曜から金曜 12:52頃から13:00まで